# Station Cotos
Station Cotos is een spoorwegstation in de gelijknamige plaats in de Spaanse provincie Segovia dat op 30 oktober 1964 werd geopend. 